# Kenny Williams (cestista 1996)
Kenneth Fleming Williams III, detto Kenny (Richmond, 18 novembre 1996), è un cestista statunitense.

## Statistiche

### College
| Anno       | Squadra             | PG  | PT | MP   | TC%  | 3P%  | TL%  | RP  | AP  | PRP | SP  | PP   |
| ---------- | ------------------- | --- | -- | ---- | ---- | ---- | ---- | --- | --- | --- | --- | ---- |
| 2015-2016  | N. Carol. Tar Heels | 30  | 0  | 4,1  | 36,4 | 7,7  | 100  | 0,4 | 0,2 | 0,1 | 0,0 | 0,8  |
| 2016-2017† | N. Carol. Tar Heels | 26  | 22 | 23,7 | 41,7 | 33,8 | 63,3 | 3,3 | 2,2 | 0,9 | 0,3 | 6,2  |
| 2017-2018  | N. Carol. Tar Heels | 37  | 36 | 31,1 | 48,6 | 40,2 | 70,4 | 3,7 | 2,4 | 1,0 | 0,5 | 11,4 |
| 2018-2019  | N. Carol. Tar Heels | 36  | 36 | 30,0 | 39,9 | 29,5 | 79,7 | 3,9 | 3,5 | 0,9 | 0,3 | 8,6  |
| Carriera   | Carriera            | 129 | 94 | 23,0 | 43,9 | 34,2 | 74,0 | 2,9 | 2,1 | 0,8 | 0,3 | 7,1  |

## Palmarès
- Titoli NCAA: 1

North Carolina Tar Heels: 2017